# Nemesis (Bridgit Mendler)
Nemesis è il secondo EP della cantante e attrice statunitense Bridgit Mendler, pubblicato nel 2016.

## Tracce
1. Atlantis (feat Keiondre "Kaiydo" Boone) (Bridgit Mendler, Spencer Bastian, Mischa Chillak, Keiondre "Kaiydo" Boone) – 3:49
2. Library (Bridgit Mendler, Spencer Bastian, Mischa Chillak) – 2:56
3. Do You Miss Me at All (Bridgit Mendler, Spencer Bastian, Mischa Chillak) – 3:30
4. Snap My Fingers (Bridgit Mendler, Spencer Bastian, Mischa Chillak) – 3:18